# Polomatchen
Polomatchen (vid premiären Musse Piggs polomatch) (engelska: Mickey's Polo Team) är en amerikansk animerad kortfilm med Musse Pigg från 1936.

## Handling
En match hästpolo ska spelas inför en publik bestående av W.C. Fields, Shirley Temple, Clark Gable, de tre små grisarna och Klarabella. Musse Pigg är lagledare i sitt lag bestående av Kalle Anka, Långben och Stora stygga vargen. Motståndarlaget består av Helan och Halvan, Charlie Chaplin och Harpo Marx. Domaren är Jack Holt.

## Om filmen
Filmen är den 80:e Musse Pigg-kortfilmen som producerades och den första som lanserades år 1936.

## Rollista
- Walt Disney – Musse Pigg
- Clarence Nash – Kalle Anka
- Pinto Colvig – Långben
- Billy Bletcher – Stora stygga vargen
- Ned Norton – Max Hare[3]